# Apple Pencil
Apple Pencil és una línia d'accessoris de llapis sense fils, dissenyats i desenvolupats per Apple Inc, en principi concebut per tal de funcionar amb les seves tauletes iPad.
El Apple Pencil de primera generació es va anunciar junt amb el primer iPad Pro el 9 de setembre de 2015. Es comunica de forma sense fils a través del Bluetooth i té una tapa extraïble que oculta un connector "Lightning", el qual s'utilitza per carregar. El llapis és compatible amb els models de l'iPad Pro de primera i segona generació, i amb tota la resta d'iPads llançats l'any 2018 i posteriors amb una sortida o port "Lightning". El preu de sortida de l'Apple Pencil va ser d'un total de 99 $.
El Apple Pencil de segona generació es va anunciar el 30 d'octubre de 2018, junt amb l'iPad Pro de tercera generació. En comptes d'un connector "Lightning" per a carregar-lo, fa servir un connector magnètic que hi ha al costat de la tauleta, i inclou àrees sensibles al tacte que es poden tocar per a realitzar determinades accions dins d'un seguit d'aplicacions compatibles. El Pencil és compatible amb tots els iPads amb port USB-C-, inclòs el iPad Air 2020. Es va posar a la venda el 7 de novembre del 2018.

## Descripció
És un llapis digital que, tot i que va ser pensat per a ser un complement de l'Ipad Pro, avui en dia funciona també amb l'Ipad 2018. Per tant, podem afirmar que és un llapis digital que funciona amb tauletes tàctils. És de plàstic i es comunica mitjançant bluetooth amb la pantalla i amb tot el sistema que hi ha sota d'aquesta.
L'Apple Pencil ha estat dissenyat principalment per a realitzar funcions i treballs creatius; és per aquest motiu que té sensibilitat a la pressió i detecció dels angles.

## Característiques
L'Apple Pencil té un conjunt de característiques que el defineixen i distingeixen, les quals es comparteixen en els dos models que existeixen avui en dia. És important veure també les característiques que distingeixen el llapis de primera generació amb el de segona.

### Primera generació
L'Apple Pencil de primera generació té sensibilitat a la pressió i detecció dels angles, i va ser dissenyat per permetre un marcat suau a la pantalla. El llapis i els dits de l'usuari es poden utilitzar simultàniament i són compatibles, metre que no ho és amb tot el palmell de la mà. Un extrem del dispositiu té una tapa extraïble que es subjecta magnèticament, la qual cobreix un connector "Lightning", que s'utilitza per a carregar el llapis des del port "Lightning" d'un iPad. La càrrega inicial dura aproximadament 12 hores, però 15 segons de càrrega ja proporcionen l'energia suficient per a fer-ne un ús de 30 minuts.
Apple ha promocionat el llapis orientat al treball creatiu i la productivitat; durant la seva presentació, es van demostrar les capacitats del llapis fent servir la versió de mòbil d'Adobe Photoshop, i les seves capacitats d'anotació a documents en diverses aplicacions de Microsoft Office.Porta una bateria recarregable d'ions-liti de 3,82V, que alimenta una CPU ARM-RISC. Té un dispositiu Bluetooth tancat dins la carcassa de plàstic que pot comunicar-se simultàniament amb la pantalla i el sistema operatiu que la controla. El llapis pot detectar la força amb què es prem, el que permet, per exemple, traços més foscos o més clars en una aplicació de dibuix depenent de la força amb què l'usuari el pressiona contra la pantalla.

### Segona generació
El 30 d'octubre de 2018, Apple va anunciar un llapis actualitzat junt amb l'iPad Pro de 3a generació. Pel que fa al disseny, especificacions i processador, és bastant semblant al primer model, però el connector per a carregar ja no és desmuntable per peces, i part del llapis està aplanat per evitar que pugui rodar. També conté zones sensibles als laterals, útils per realitzar diverses funcions en aplicacions concretes.
En comptes d'un connector "Lightning" físic, el llapis de segona generació s'emparella i es carrega fent servir un connector magnètic de càrrega sense fils instal·lat a la tauleta, es carrega sense cap fil. Només és compatible amb l'iPad Pro de tercera i quarta generació (2020) i l'iPad Air de quarta generació. Aquests models tenen també ports USB-C en comptes de "Lightning", el que els fa incompatibles amb la primera generació d'Apple Pencil. Els iPads llançats l'any 2018 o posteriors amb un port "Lightning", incloent el iPad Air de tercera generació, el iPad Mini de cinquena generació i els iPads de 10.2 polzades de 2018, només són compatibles amb el Apple Pencil de primera generació.